# Kamieniołom pod św. Benedyktem
Kamieniołom pod św. Benedyktem – nieczynny kamieniołom na Wzgórzu Lasoty na Podgórzu w Krakowie.
Jest to jeden z najstarszych kamieniołomów Krakowa i najstarszy wśród zachowanych. Znajduje się na wschodnim stoku wzgórza Lasoty, pod Fortem „Benedykt” i kościołem św. Benedykta. Ma postać pionowego skalnego muru o długości około 170 m, podcinającego Wzgórze Lasoty od północnej i wschodniej strony, oraz mniej więcej płaskiego wyrobiska pod murem. Niższy i krótszy mur wyrobiska znajduje się po zachodniej stronie kamieniołomu (między kamieniołomem i Starym Cmentarzem Podgórskim). Od średniowiecza w kamieniołomie wydobywano wapienie na potrzeby budowlane. Miał doskonałą lokalizację i bardzo dobry surowiec. Od 1375 r. stał się własnością miasta. Wydobywano w nim wapienie pochodzące z jury późnej. Ich charakterystyczna cechą były gęsto w nich występujące krzemienie. Wapienie te wykorzystywano do budowli gotyckich kościołów oraz murów obronnych Krakowa. Kamienie odłupywano ręcznie za pomocą drewnianych klinów – zachowały się jeszcze wykute w skale bruzdy na kliny. Pozostały po eksploatacji mur skalny jest interesującym obiektem dla geologów – można w nim obserwować m.in. szczeliny tektoniczne, wapienne brekcje i różne formy krasu.
Na dnie wyrobiska kamieniołomu w 1904 r. wybudowano Miejską Szkołę Ludową z boiskiem sportowym. W okresie rozbiorów Polski była ona główną szkołą miasta Podgórze (obecnie dzielnica Krakowa). W okresie II wojny światowej w jej budynku Niemcy gromadzili rzeczy zrabowane Żydom, zaś teren kamieniołomu zamieniono na getto. Pionowa ściana kamieniołomu pełniła funkcję muru, z pozostałych stron wykonano mur. Zachował się jeszcze jego fragment. Szkoła funkcjonuje do dzisiaj, a wyrobisko po wschodniej stronie kamieniołomu zamieniono na plac zabaw dla dzieci.
W 2019 roku wyrobisko kamieniołomu poza terenami zajętymi przez szkołę, boisko i plac zabaw jest zaniedbane, zarośnięte lasem i w wielu miejscach zaśmiecone. Zabezpieczenie górnej krawędzi muru skalnego przed przypadkowym spadnięciem ze skał jest niewystarczające. Sam mur skalny natomiast zachowany jest bardzo dobrze i stał się obiektem wspinaczki skalnej. Wspinacze podzielili go na sekcje Esteci i Skały za Szkołą. W 2019 roku jest na nim 47 dróg wspinaczkowych.
Kamieniołom pod św. Benedyktem jest jednym z siedmiu kamieniołomów na zrębie Krzemionek. Pozostałe to: Szkoła Twardowskiego, Łom Redemptorystów, Liban, Kamieniołom Miejski, Bonarka oraz kamieniołomy obozu Plaszow. Ostatni z kamieniołomów zamknięto w 1986 r.

## Galeria

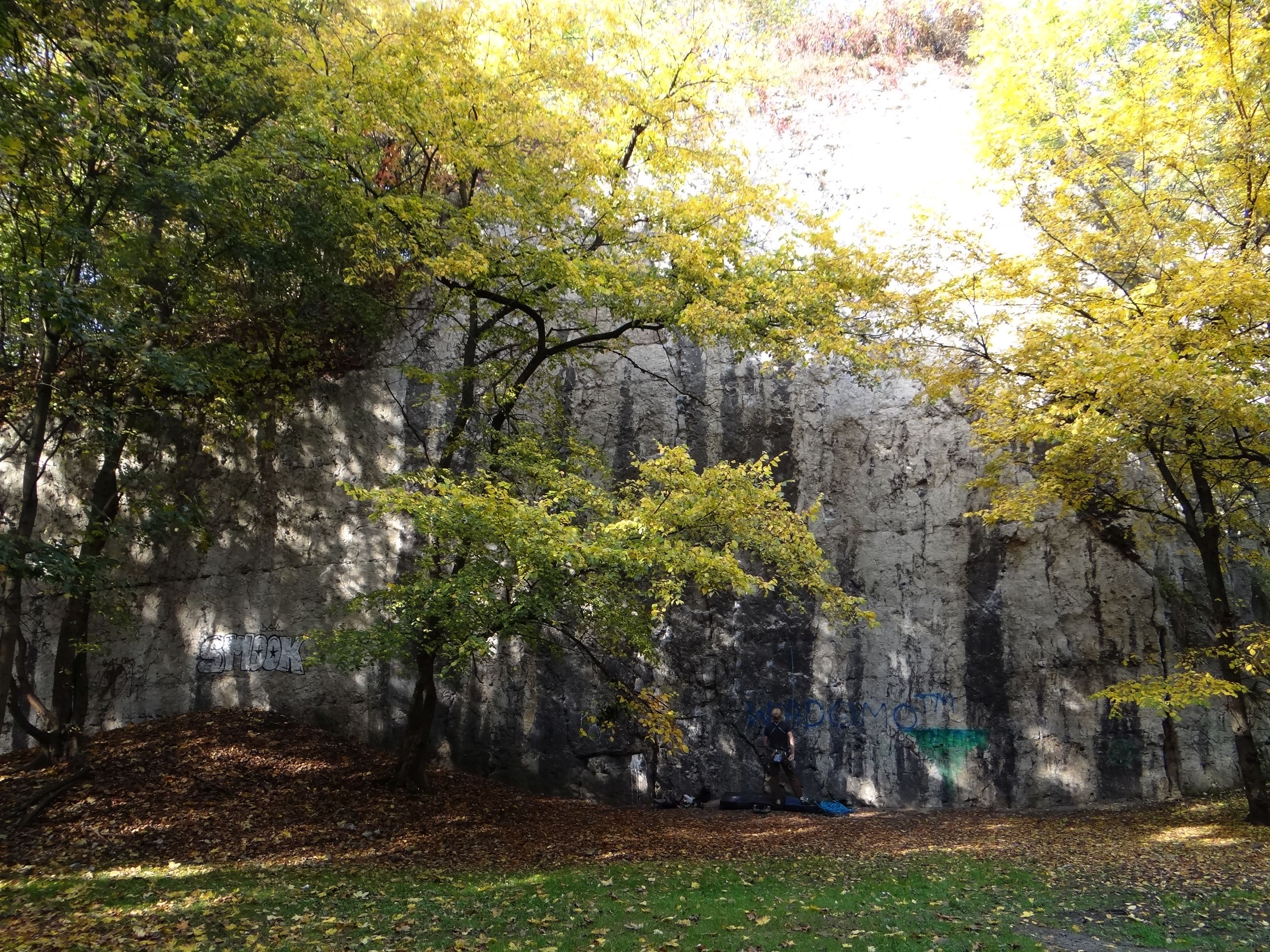
Esteci
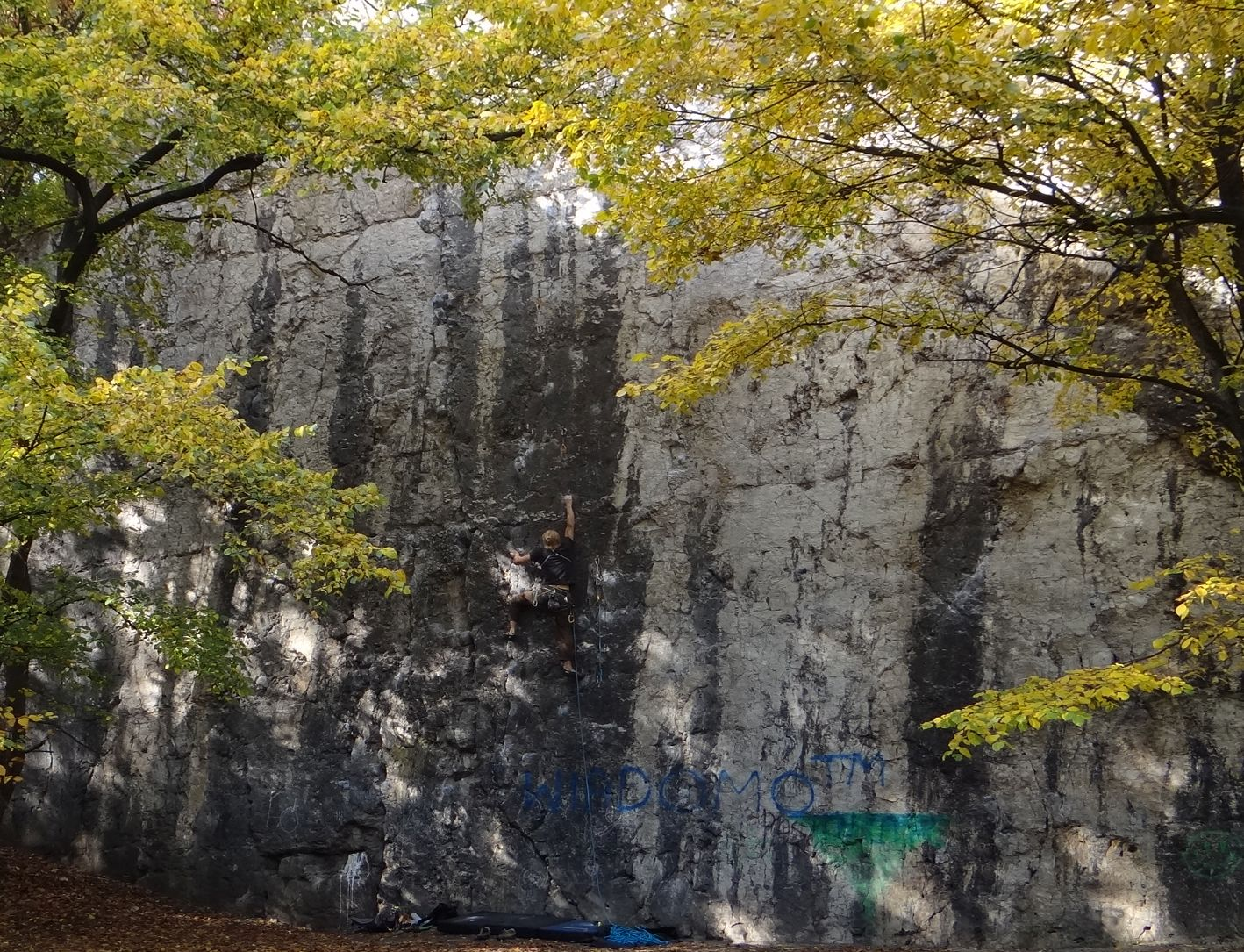
Wspinaczka na Estetach
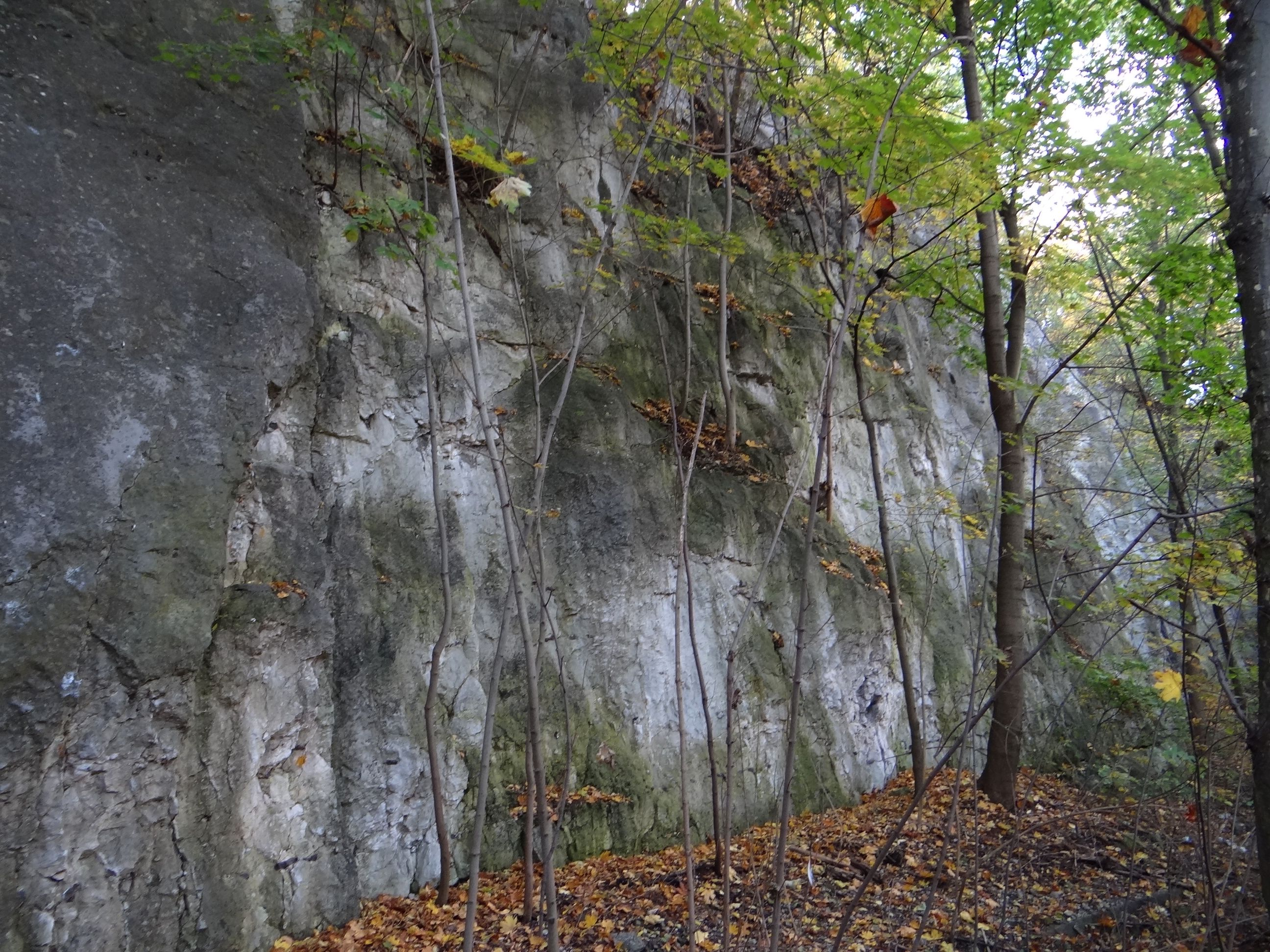
Skały za Szkołą
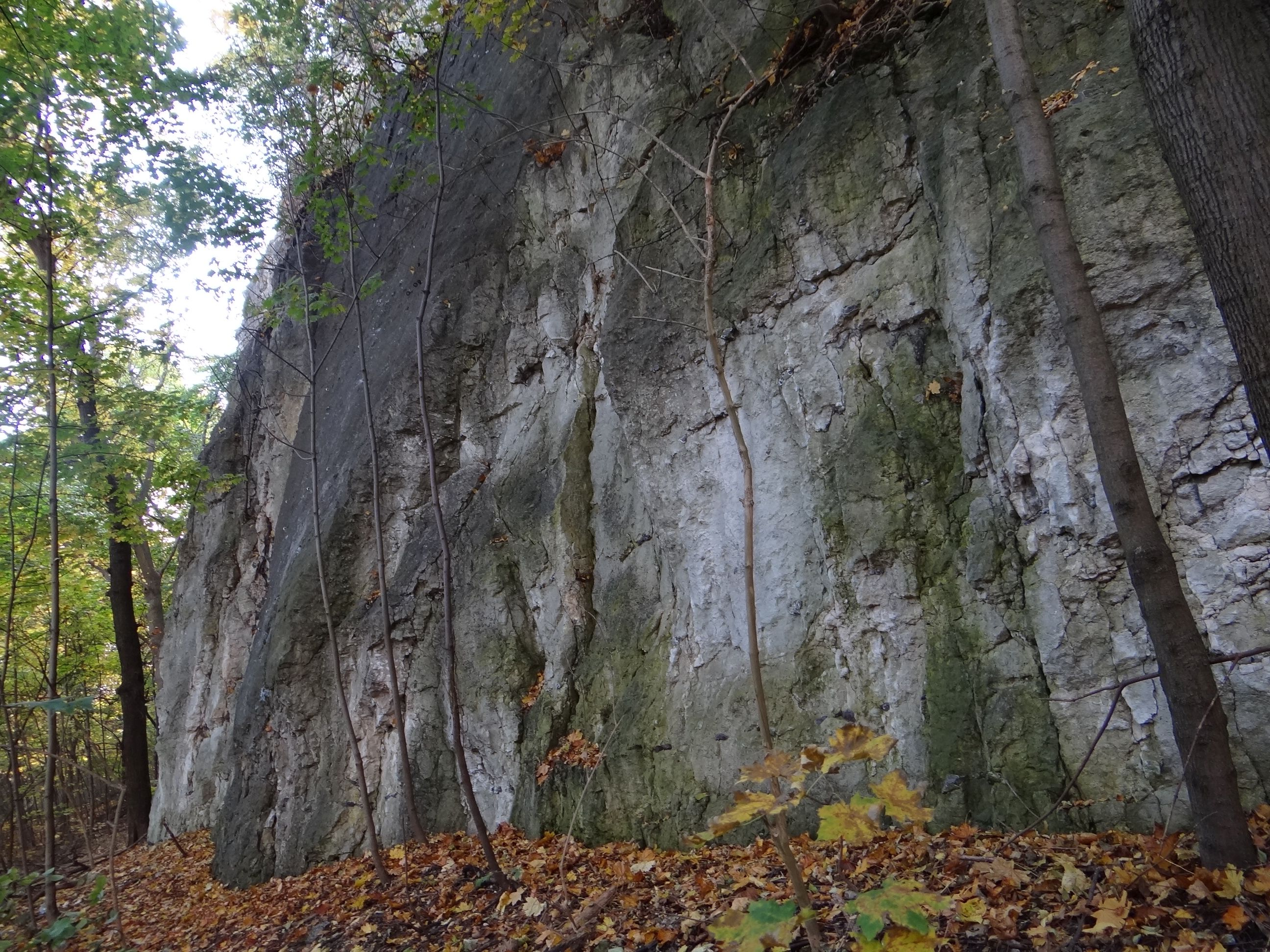
Skały za Szkołą
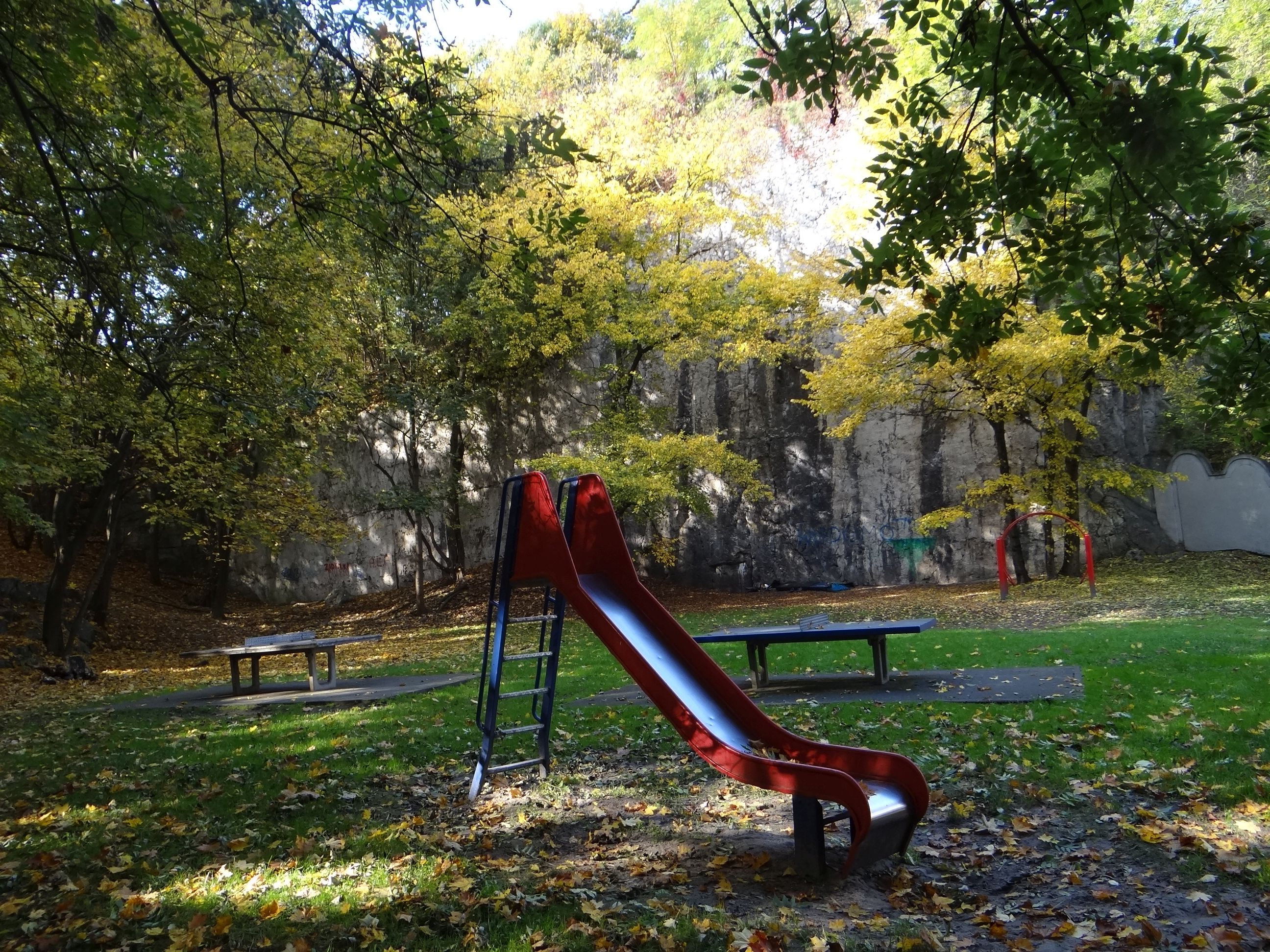
Plac zabaw w wyrobisku kamieniołomu
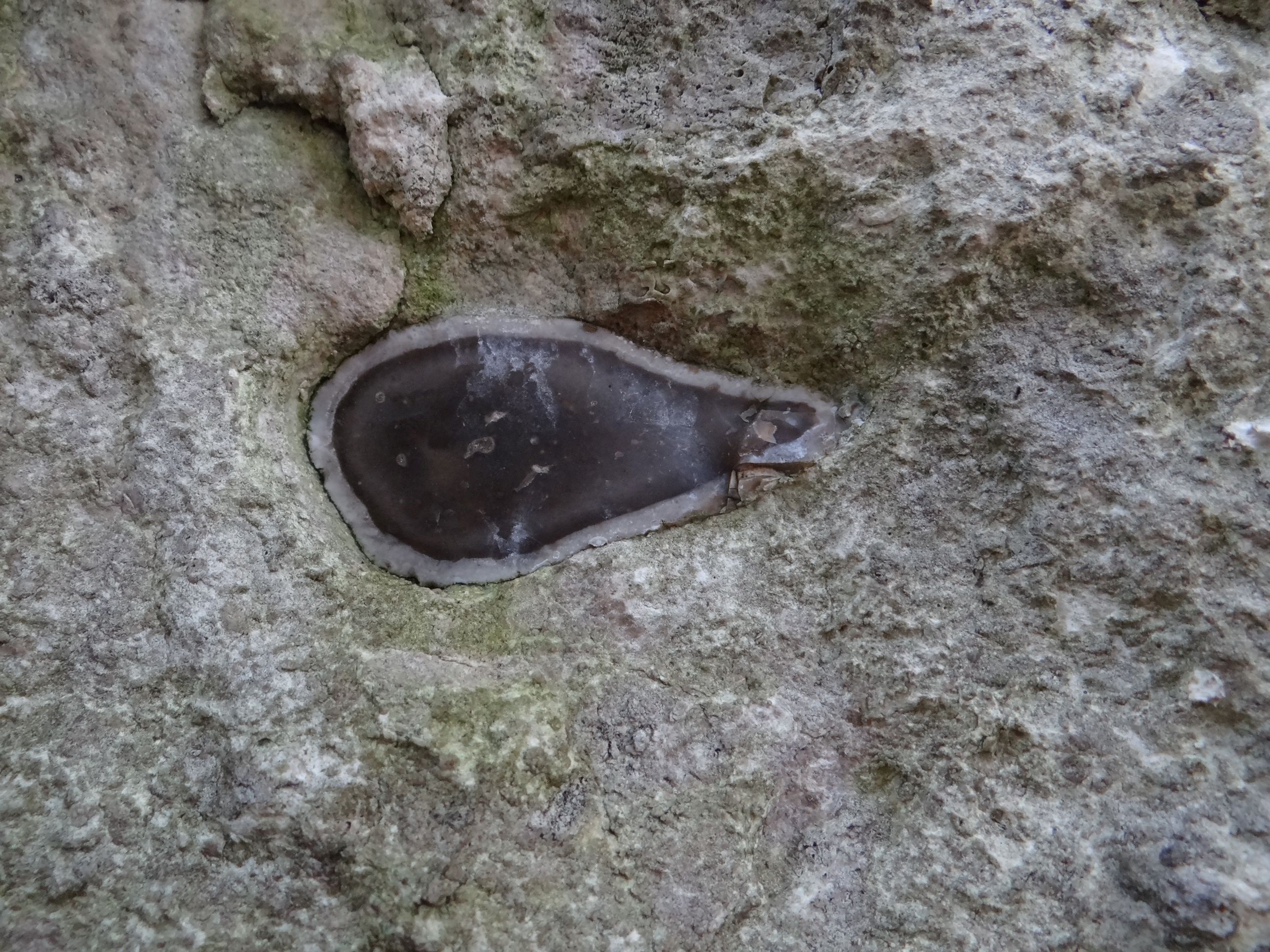
Tkwiący w wapieniu krzemień
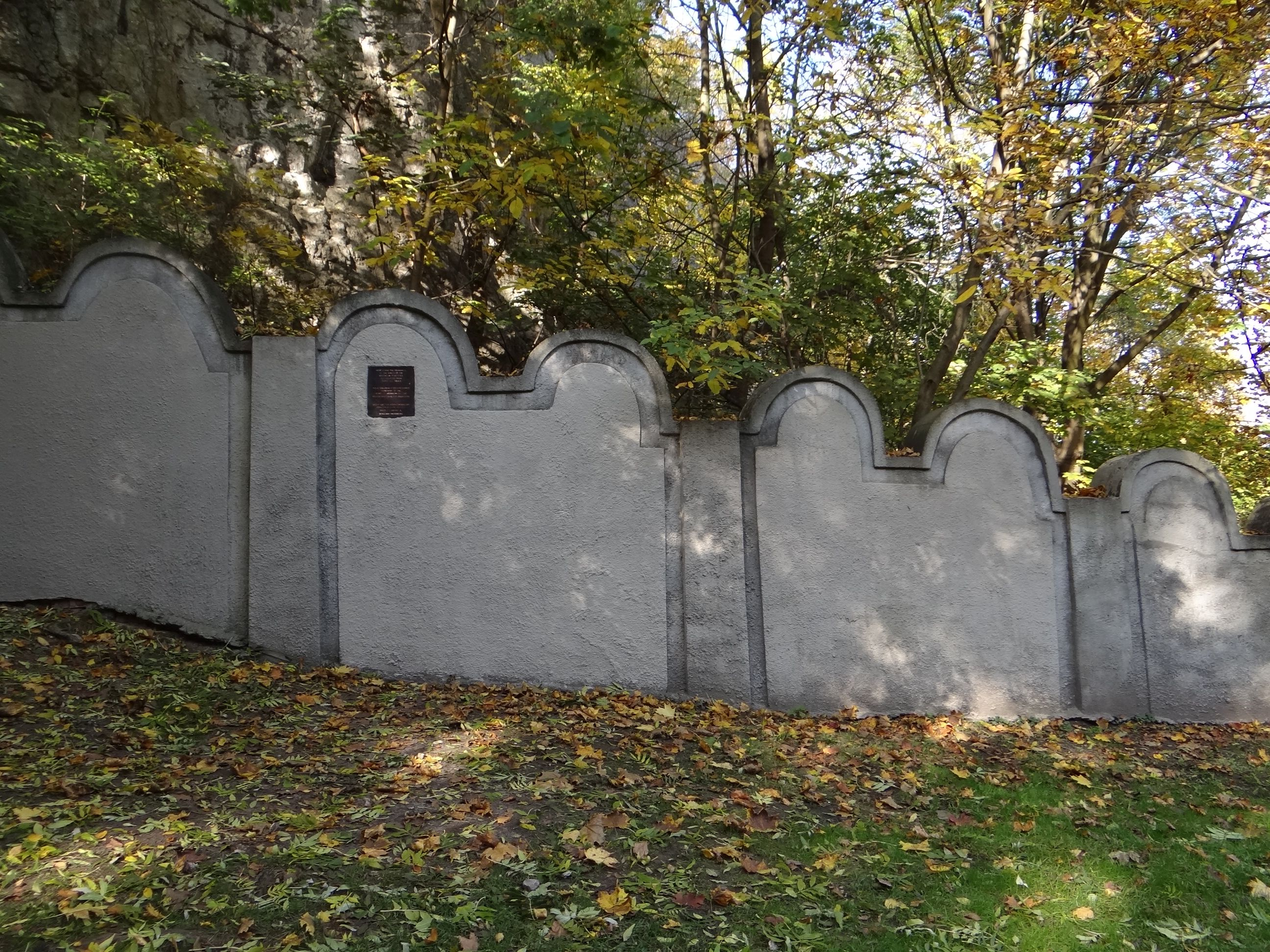
Mur getta